# Gaintza
Gaintza és un municipi de Guipúscoa, de la comarca del Goierri.